# Annales Admontenses
Die Annales Admontenses (auch Admonter Annalen, Codex Admontensis 501 bzw. Annales Admuntenses) sind ein annalistisches Geschichtswerk, das in einer Handschrift in der Bibliothek des Benediktinerstifts Admont überliefert ist. Das Werk ist auf Latein verfasst und umfasst 30 Blätter, deren Niederschrift auf etwa das Jahr 1205 datiert wird. Franz-Josef Schmale vermutet, dass die Admonter Annalen kurz nach 1140 verfasst wurden; bei der erneuten Niederschrift seien aber Verbesserungen und Ergänzungen vorgenommen worden.
Zusätzlich wurden die Annalen nach 1140 und auch nach der erneuten Niederschrift um 1205 kontinuierlich fortgeführt; diese Fortsetzung der Annales Admontenses reicht von 1140 bis 1250.

## Edition
- Annales Admuntenses. In: Georg Heinrich Pertz u. a. (Hrsg.): Scriptores (in Folio) 9: Chronica et annales aevi Salici. Hannover 1851, S. 569–593 (Monumenta Germaniae Historica, Digitalisat)